# Knjiga o sv. Jeronimu, Iliriku i Međimurju
Knjiga o sv. Jeronimu, Iliriku i Međimurju je knjiga Josipa Bedekovića, zaslužnog pavlina, redovnikâ koji su mnogo unaprijedili kulturni, znanstveni, duhovni, ali i gospodarski život i razvoj Hrvatske tijekom 17. i 18. stoljeća. Napisao ju je na latinskom jeziku.  Tiskana je 1752. godine u Bečkom Novigradu. Knjiga je jedno od najvrjednijih dijela hrvatske latinističke literature 18. stoljeća. Najvažnija je knjiga o hrvatskim zemljama u Međimurju. Velike je važnosti za cjelokupnu hrvatsku kulturu i kulturnu povijest Međimurja. Djelo je dragocjeno za povjesničare. Prema mišljenju kroatologa Alojza Jembriha i još dvjestatinjak najeminentnijih Bedekovićevih znanstvenika suvremenika, Bedeković je u tom djelu ponudio uvjerljive dokaze da se sv. Jeronim rodio na tlu Hrvatske, u međimurskom mjestu Štrigovi.
Knjiga od 555 stranica sastoji se od dvije knjige. Prva je opsežnija. Bavi se poviješću Ilirika. Posebno je Bedeković razradio pitanje razgraničenja rimskih provincija Dalmacije i Panonije. Izveo je dokaz da je sv. Jeronim rođen u antičkom trgovištu Stridonu, na mjestu današnje Štrigove u Međimurju. U prvom dijelu knjige je povijesno-zemljopisna monografija Međimurja, koja je prva takva studija o nekom hrvatskom kraju. U drugom dijelu knjige Bedeković se bavio sv. Jeronimom. To je najtemeljitija studija o životu i djelovanju sv. Jeronima. U drugom dijelu knjige je i popis svih svetaca i blaženika s područja Ilirika do 18. stoljeća.
Na hrvatski je prevedena 2017. godine. Preveo ju je Marko Rašić. Redaktor knjige je ravnatelj Nadbiskupijskog arhiva u Zagrebu Stjepan Razum, a lekturu je napravio stručni tim iz Međimurja predvođen prof. Ivanom Pranjićem. Urednik knjige je hrvatski akademik Dragutin Feletar. Nakladnici su Meridijan, Ogranak Matice hrvatske u Čakovcu, Društvo za povjesnicu Zagrebačke nadbiskupije Tkalčić, Družba "Braća Hrvatskoga Zmaja", Zrinska garda Čakovec te Hrvatska akademija znanosti i umjetnosti.